# Дискретна група
Дискретна група — група G з заданою на ній дискретною топологією. З даною топологією група G стає топологічною групою. Дискретною підгрупою топологічної групи G називається підгрупа H індукована топологія якої є дискретною.

## Приклади
- Цілі числа є дискретною підгрупою групи дійсних чисел. Натомість підгрупа раціональних чисел не є дискретною.
- Група періодів еліптичної функції є дискретною підгрупою комплексних чисел.

## Властивості
- Для того щоб топологічна група була дискретною необхідно і достатньо щоб множина, що складається з одиничного елемента групи була відкритою.
- Скінченна гаусдорфова група є дискретною. Будь-яка скінченна підгрупа гаусдорфової групи є дискретною.
- Довільна підгрупа дискретної групи є дискретною.
- Довільна факторгрупа дискретної групи є дискретною